# Tetrorchidium boyacanum
Tetrorchidium boyacanum là một loài thực vật có hoa trong họ Đại kích. Loài này được Croizat miêu tả khoa học đầu tiên năm 1943.